# Bryson von Herakleia
Bryson von Herakleia (altgriechisch Βρύσων Brýsōn, latinisiert Bryson; * vermutlich gegen Ende des 5. Jahrhunderts v. Chr. in Herakleia Pontike; † 4. Jahrhundert v. Chr.) war ein antiker griechischer Philosoph und Mathematiker. Er gehörte zur Schule der Megariker.
Die Schriften Brysons sind verloren; erhalten sind lediglich einige Testimonien (antike Berichte über Leben und Lehre). Über die Lehre Brysons ist wenig bekannt. Er war der Ansicht, dass niemand unanständige Ausdrücke gebrauche; außerdem soll er sich an der Quadratur des Kreises versucht haben.
Bryson von Herakleia ist nicht zu verwechseln mit dem bei Diogenes Laertios und in der Suda, einer byzantinischen Enzyklopädie, genannten Bryson dem Achaier.

## Leben
Die Lebensdaten Brysons sind unklar. Die Auswertung der antiken Zeugnisse lässt darauf schließen, dass er spätestens um die Wende vom 5. zum 4. Jahrhundert v. Chr. geboren worden sein muss; sein Tod fällt mit Sicherheit ins 4. Jahrhundert v. Chr.
Bryson war Sohn des Mythographen Herodoros von Herakleia. Wessen Schüler und wessen Lehrer Bryson war, lässt sich deshalb schwer einschätzen, weil dazu stark verschiedene, teils widersprüchliche Angaben vorliegen. Möglicherweise handelt es sich um eine nachträgliche Konstruktion antiker Philosophiegeschichtsschreiber, jedenfalls wird er oft mit Euklid von Megara in Zusammenhang gebracht, der sein Lehrer gewesen sein könnte.

## Werke
Nach Diogenes Laertios hat Bryson keine Schriften verfasst. Dies wird heute allerdings für unrichtig erachtet, erstens weil Theodoros von Kyrene (wie Athenaios berichtet) behauptet, Platon habe unter anderem von Bryson abgeschrieben, und zweitens weil anzunehmen ist, dass Aristoteles, der auf Lehren Brysons eingeht, diese eher aus Schriften Brysons als aus mündlicher Überlieferung kannte.

## Lehre
Quadratur des Kreises
Wie andere seiner Zeitgenossen versuchte sich Bryson an der Quadratur des Kreises, suchte also nach dem einen gegebenen Kreis an Flächeninhalt gleichen Quadrat. Dies ist aus zwei Stellen bei Aristoteles bekannt und wurde in antiken Kommentaren zu Aristoteles’ Schriften näher erläutert. Wie Brysons Lösung jedoch ausgesehen hat, wird aus den überlieferten Stellen nicht klar. Kurt von Fritz nimmt folgendes an: „Es handelt sich [...] um eine Kontinuitätsbetrachtung, wonach, wenn man dem Kreis ein Quadrat umschreibt und ein Quadrat einschreibt und dann das eine kontinuierlich in das andere übergehen lässt, irgendwo dazwischen ein Quadrat vorkommen muss, das ebenso viele Grössen über sich und ebenso viele Grössen unter sich hat wie der Kreis.“
Unanständige Ausdrücke
Laut Aristoteles war Bryson der Ansicht, dass niemand unanständige Ausdrücke verwendet. Wenn man dieselbe Sache mit verschiedenen Ausdrücken bezeichnen kann, so sind diese Ausdrücke bedeutungsgleich. Deshalb könne nicht einer von ihnen unanständiger sein als andere.

## Überlieferung
Wichtigste Quelle sind fünf Stellen bei Aristoteles, die von Bryson berichten, sowie die späteren Kommentierungen der aristotelischen Texte, die Erläuterungen der Lehren Brysons enthalten. Weitere Quellen sind die Suda, Diogenes Laertios, Athenaios, Platon und Sextus Empiricus.